# تيكلوبيدين
تيكلوبيدين( Ticlopidine)، الذي يُباع تحت الإسم التجاري تيكليد (Ticlid)، هو دواء يستخدم لمنع السكتة الدماغية وانسداد الدعامات التاجية .  تحديدا من أجل أولئك الذين لا يستطيعون تناول الأسبرين و عندما لا تتوفر خيارات أخرى.  و يؤخذ عن طريق الفم. 
تشمل الآثار الجانبية الشائعة لهذا العقار على: الطفح الجلدي، وانخفاض العدلات ،و الفرفرية، و مشاكل الكبد، و فقدان الشهية.  بسبب الآثار الجانبية، يتم استخدام عقار كلوبيدوجريل أو تيكاجريلور أو براسوغريل بدلاً من ذلك بشكل عام.  و هو مثبط لتجمع الصفائح الدموية، و تحديداً مثبط مستقبلات ثنائي فوسفات الأدينوزين. 
تم تسجيل براءة اختراع التيكلوبيدين في عام 1973 وتمت الموافقة على استخدامه الطبي في عام 1978.  تمت الموافقة عليه للاستخدام الطبي في الولايات المتحدة في عام 1991.  و هو غير متوفر تجاريًا في الولايات المتحدة اعتبارًا من عام 2021. 